# Jules Boyer (homme politique, 1809-1866)
Pour les articles homonymes, voir Jules Boyer et Boyer.
Jules Boyer, né le 20 septembre 1809 à Albi (Tarn) et mort le 22 octobre 1866 à Albi, est un homme politique français.

## Biographie
Avocat à Albi, il est conseiller général en 1848 et député du Tarn de 1848 à 1849, remplaçant de Maurel d'Aragon, décédé. Il siège à droite.

## Sources
- « Jules Boyer (homme politique, 1809-1866) », dans Adolphe Robert et Gaston Cougny, Dictionnaire des parlementaires français, Edgar Bourloton, 1889-1891 [détail de l’édition]